# 2092
Cette page concerne l'année 2092  du calendrier grégorien.
L'année 2092 est une année bissextile qui commence un mardi.
C'est la 2092e année de notre ère, la 92e année du IIIe millénaire et du XXIe siècle et la 3e année de la décennie 2090-2099.

## Autres calendriers
- Calendrier hébraïque : 5852 / 5853
- Calendrier indien : 2013 / 2014
- Calendrier musulman : 1512 / 1513
- Calendrier persan : 1470 / 1471

## Fiction
- Dans le film Mr Nobody, 2092 est l'année où se déroule le Big Crunch.